# Sap-Meh

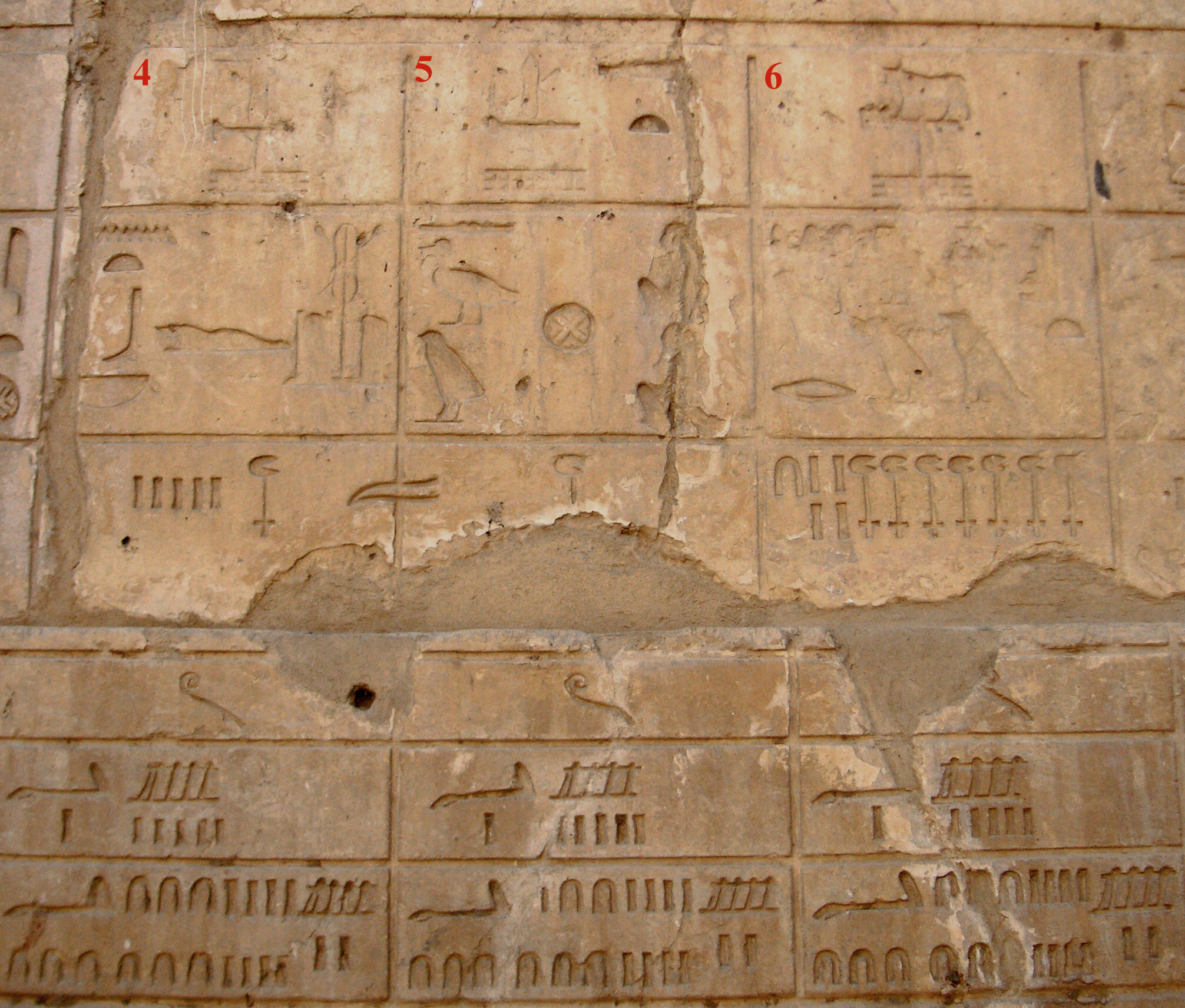
Sap-Meh, län 5 på "Vita kapellets" vägg i Karnak.

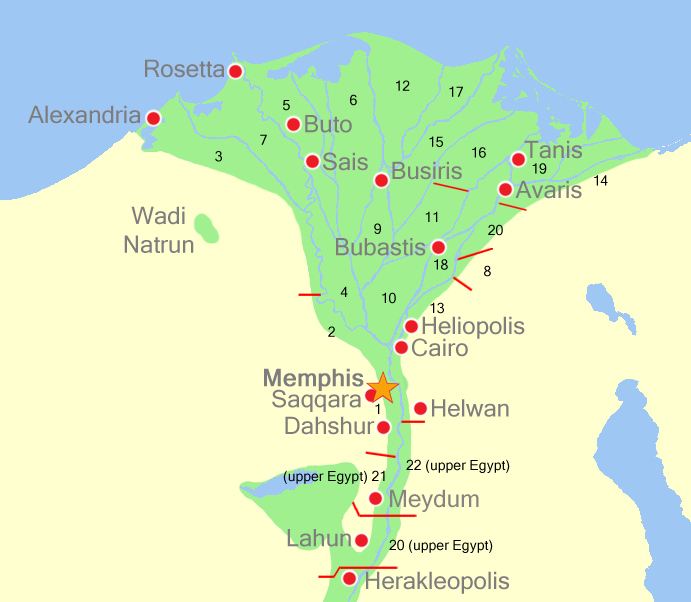
Lägeskarta över nomoi i Nedre Egypten.

Sap-Meh ("Norra skölden", även Neret-Meh) var ett av de 42 nomoi (länen) i Forntida Egypten.
| R25 | M15 · R12 · N24 |

Sap-Meh med hieroglyfer

## Geografi
Sap-Meh var ett av de 20 nomoi i Nedre Egypten och hade nummer 5.
Länets storlek går ej att utläsa, vanligen var länen cirka 30–40 km långa och ytan beroende på Nildalens bredd eller öknens början. Ytan räknades i cha-ta (1 cha-ta motsvarar 2,75 ha) och längden räknades i iteru (1 iteru motsvarar 10,5 km).
Niwt (huvudorten) var Zau/Sais (dagens Sa el-Hagar) som periodvis även var huvudstad för hela Egypten. Den övriga större orten var Per-Wadjet/Boutos (dagens Tell el-Farain). Per-Wadjet var periodvis även del av län 6.
På Vita kapellet omnämns län 4 och län 5 som södra och norra delen av Neret. Möjligtvis ska inskriptionen som en enhet men det finns ett streck mellan Neith och Sobek under län 4 och Sais under län 5.

## Historia
Varje län styrdes av en nomark som officiellt lydde direkt under faraon.
Varje Niwt hade ett Het net (tempel) tillägnad områdets skyddsgud och ett Heqa het (nomarkens residens).
Länets skyddsgud var Neith och bland övriga gudar dyrkades främst Atum, Isis, Wadjet, Sebek och Osiris.
Idag ingår området i guvernementet al-Gharbiyya.